# 第42回ボストン映画批評家協会賞
42nd BSFC Awards

2021年12月12日

作品賞: 

ドライブ・マイ・カー
第42回ボストン映画批評家協会賞（だい42かいボストンえいがひひょうかきょうかいしょう）は2021年の映画を対象としており、2021年12月12日に受賞者が発表された。

## 受賞一覧

### 作品賞
- 『ドライブ・マイ・カー』

### 監督賞
- 濱口竜介 - 『ドライブ・マイ・カー』

### 主演男優賞
- 西島秀俊 - 『ドライブ・マイ・カー』

### 主演女優賞
- アラナ・ハイム - 『リコリス・ピザ』

### 助演男優賞
- トロイ・コッツァー - 『コーダ あいのうた』

### 助演女優賞
- ジェシー・バックリー - 『ロスト・ドーター』

### アンサンブル・キャスト賞
- 『リコリス・ピザ』

### 脚本賞
- 濱口竜介、大江崇允 - 『ドライブ・マイ・カー』

### 撮影賞
- アリ・ワグナー - 『パワー・オブ・ザ・ドッグ』

### 編集賞
- アフォンソ・ゴンサウヴェス、アダム・クルニツ - 『ヴェルヴェット・アンダーグラウンド』

### アニメ映画賞
- 『Flee』

### 英語作品賞
- 『パワー・オブ・ザ・ドッグ』

### ドキュメンタリー映画賞
- 『サマー・オブ・ソウル（あるいは、革命がテレビ放映されなかった時）』

### 新人映画人賞
- マギー・ギレンホール - 『ロスト・ドーター』

### 音楽賞
- ジョニー・グリーンウッド - 『スペンサー ダイアナの決意』